# قرار مجلس الأمن التابع للأمم المتحدة رقم 1670
قرار مجلس الأمن التابع للأمم المتحدة رقم 1670، الذي اتخذ بالإجماع في 13 أبريل 2006، بعد التأكيد على جميع القرارات المتعلقة بالحالة بين إريتريا وإثيوبيا، ولا سيما القرارات 1640 (2005) و1661 (2006)، مدد المجلس ولاية بعثة الأمم المتحدة في إثيوبيا وإريتريا لمدة شهر واحد حتى 15 مايو 2006.

## القرار

### أعمال
تمديد تفويض بعثة الأمم المتحدة في إثيوبيا وإريتريا لمدة شهر واحد كمسألة فنية في انتظار مزيد من المناقشات حول مستقبلها،  طالب المجلس إثيوبيا وإريتريا بالامتثال الكامل للقرار 1640. تمت دعوة الدول الأعضاء إلى تقديم مساهمات إلى صندوق استئماني أنشئ بموجب القرار 1177 (1998) ودعم بعثة الأمم المتحدة في إثيوبيا وإريتريا.
وأشار القرار إلى أنه إذا لم تمتثل الأطراف بالكامل للقرار 1640 بحلول مايو 2006، فسيقوم المجلس بمراجعة وضع بعثة الأمم المتحدة في إثيوبيا وإريتريا، بما في ذلك التحول إلى بعثة مراقبة.

## روابط خارجية
- نص القرار في undocs.org